# Adiantum dawsonii
Adiantum dawsonii är en kantbräkenväxtart som beskrevs av David Bruce Lellinger och J.Prado. Adiantum dawsonii ingår i släktet Adiantum och familjen Pteridaceae. Inga underarter finns listade.